# Anastasia Karasova
Anastasija Andrijivna Karasova (ukrainska: Анастасія Андріївна Карасьова), född 21 januari 1997 i Lutsk, Ukraina, är en volleybollspelare (libero).
Hon spelar på klubbnivå för SK Balta, tidigare har hon spelat med Volyn Universitet Lutsk och SK Prometej. Hon deltog med Ukrainas damlandslag i volleyboll vid EM 2019, 2021 och 2023. I EM 2021 spelade hon bara två matcher då Krystyna Njemtseva var coachens förstaval som libero.